# Uwe Greiner (Fußballspieler)
Uwe Greiner (* 8. August 1959 in Stuttgart) ist ein ehemaliger deutscher Fußballtorhüter.

## Karriere
Er begann das Fußballspielen beim STV Bad Cannstatt und wechselte später zum VfB Stuttgart, wo er Ersatztorhüter hinter Helmut Roleder wurde. Sein erstes Profispiel bestritt er am 6. Oktober 1979, als er bei der 1:2-Heimniederlage gegen Borussia Dortmund zur Pause für den verletzten Roleder eingewechselt wurde. In der Folge stand er die restliche Hinrunde der Saison 1979/80 im Tor. In der darauf folgenden Spielzeit bestritt Greiner weitere 15 Spiele für den VfB, bevor er 1981 zu Bayer 04 Leverkusen wechselte und dort Stammtorhüter wurde. Nach der Saison 1982/83 wurde sein Vertrag dort nicht mehr verlängert.
In der Rückrunde der Saison 1983/1984 bestritt er für Tennis Borussia Berlin 13 Spiele in der Oberliga Berlin.
Zum Abschluss seiner Profikarriere schloss sich Uwe Greiner Fortuna Düsseldorf an und bestritt dort von 1984 bis 1986 weitere 42 Bundesligaspiele.